# Korpele
Korpele (deutsch Corpellen, (1928) bis 1945 Korpellen) ist ein Dorf in der polnischen Woiwodschaft Ermland-Masuren. Es gehört zur Gmina Szczytno (Landgemeinde Ortelsburg) im Powiat Szczycieński (Kreis Ortelsburg).

## Geographische Lage
Korpele liegt am Westufer des Großen Haussees (polnisch Jezioro Długie, auch Jezioro Domowe Duże, Dom Duży, Szczycieńskie) an der westlichen Stadtgrenze der Kreismetropole Szczytno (deutsch Ortelsburg).

## Geschichte

### Ortsgeschichte

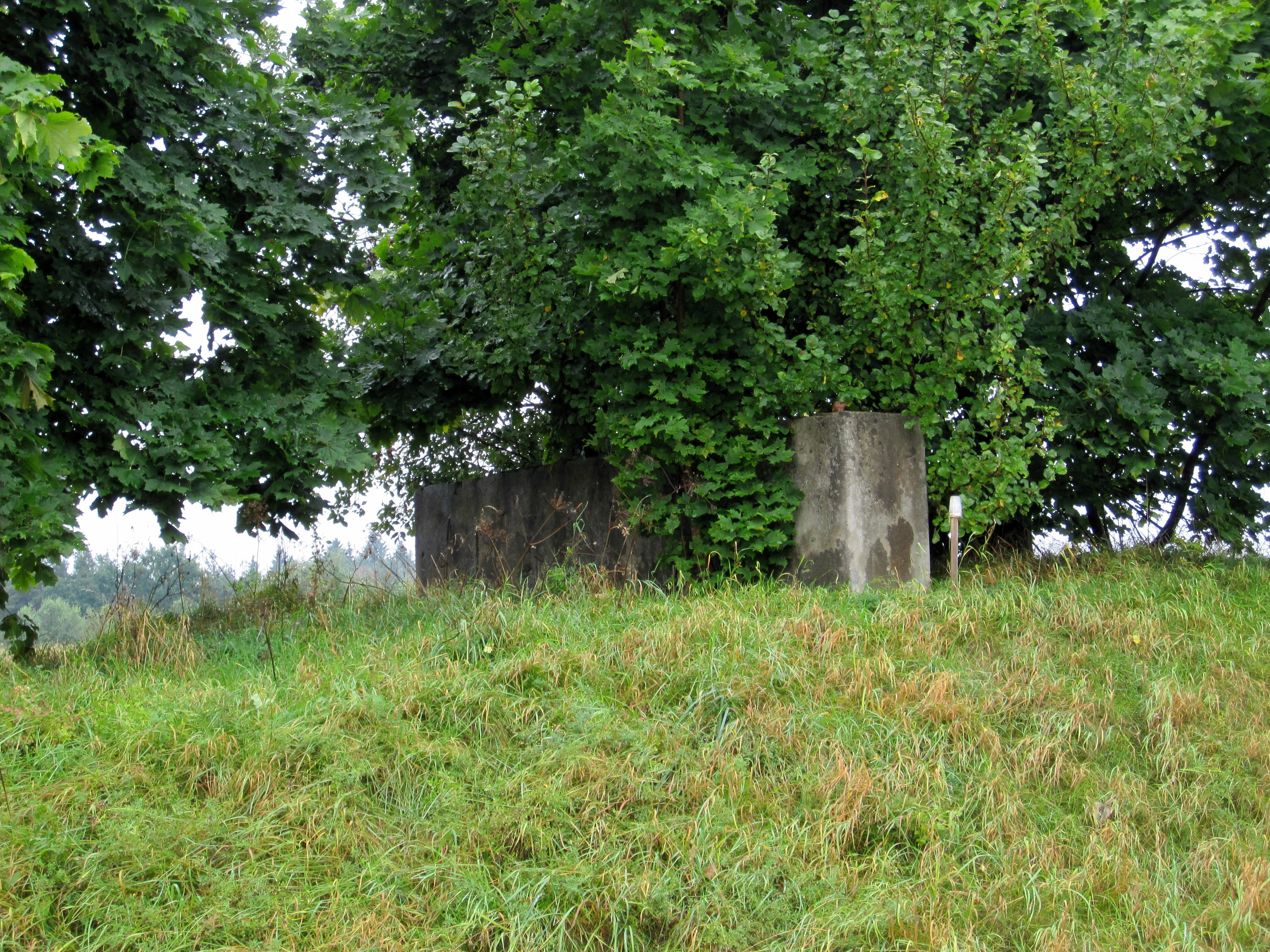
Reste eines Denkmals in Korpele

Das einstige Corpellen bestand aus einem Forstamt, einem Gut und einer Försterei.
Im Jahre 1874 wurde Corpellen Amtsdorf und damit namensgebend für einen Amtsbezirk im Kreis Ortelsburg im Regierungsbezirk Königsberg (1905 bis 1945: Regierungsbezirk Allenstein) in der preußischen Provinz Ostpreußen.
Am 1. Dezember 1910 verzeichnen der Gutsbezirk Obeförsterei Corpllen 128, und der Gutsbezirk Corpellen 36 Einwohner. Aufgrund der Bestimmungen des Versailler Vertrags stimmte die Bevölkerung im Abstimmungsgebiet Allenstein, zu dem Corpellen gehörte, am 11. Juli 1920 über die weitere staatliche Zugehörigkeit zu Ostpreußen (und damit zu Deutschland) oder den Anschluss an Polen ab. In Corpellen stimmten 99 Einwohner für den Verbleib bei Ostpreußen, auf Polen entfiel eine Stimme.
Am 17. Oktober 1928 wurde der Gutsbezirk – wohl nun „Korpellen“ geschrieben – in die Stadtgemeinde Ortelsburg (polnisch Szczytno) eingemeindet; Corpellen Forst folgte 1929 mit der Zuordnung zum Gutsbezirk Reußwalde (Anteil Kreis Ortelsburg).
Als 1945 in Kriegsfolge das gesamte südliche Ostpreußen an Polen fiel, war auch Korpellen davon betroffen. Das Dorf erhielt die polnische Namensform „Korpele“ und ist heute mit Sitz eines Schulzenamtes (polnisch Sołectwo) eine Ortschaft im Verbund der Landgemeinde Szczytno (Ortelsburg) im Powiat Szczycieński (Kreis Ortelsburg), bis 1998 der Woiwodschaft Olsztyn, seither der Woiwodschaft Ermland-Masuren zugehörig.

### Amtsbezirk Corpellen/Korpellen (1874–1945)
Bei seiner Errichtung gehörten zum Amtsbezirk Corpellen elf Dörfer, am Ende waren es im Amtsbezirk Korpellen aufgrund von Umstrukturierungen noch fünf:
| Deutscher Name                               | Geänderter Name (1938 bis 1945) | Polnischer Name    | Bemerkungen                                                                                          |
| -------------------------------------------- | ------------------------------- | ------------------ | --- |
| Anhaltsberg                                  |                                 | Łysa Góra          | 1931 in den Amtsbezirk Mensguth umgegliedert                                                         |
| Corpellen, Gut                               | (wohl ab 1928:) Korpellen       | Korpele            | 1928 in die Stadtgemeinde Ortelsburg eingegliedert                                                   |
| Corpellen, Forst                             |                                 |                    | 1929 nach Reußwalde (Anteil Kreis Ortelsburg) eingegliedert                                          |
| Freudenberg                                  |                                 | Radosna Góra       | 1936 nach Seedanzig eingemeindet                                                                     |
| Johannisthal                                 |                                 | Janowo             | vor 1908 nach Corpellen, Forst eingemeindet, 1931 in Seedanzig eingegliedert                         |
| Lentzienen                                   |                                 | Wólka Szczycieńska | 1928 nach Schodmack eingemeindet                                                                     |
| Sawitzmühle                                  | Heidmühle                       | Sawica             | vor 1908 nach Corpellen, Forst eingemeindet, 1931 in Seedanzig eingegliedert                         |
| Schobensee                                   |                                 | Sasek              | |
| Schodmack                                    | Wiesendorf                      | Siódmak            | |
| Seedanzig                                    |                                 | Sędańsk            | |
| Ulonskofen                                   | Schobendorf                     | Piece              | |
| ab 1881/1884: Davidshof                      |                                 | Jęcznik            | bis 1881 und von 1884 bis 1928 zum Amtsbezirk Nareythen zugehörig; 1928 nach Ulonskofen eingemeindet |
| ab 1929: Reußwalde (Anteil Kreis Ortelsburg) |                                 | Ruski Bór          | |

Am 1. Januar 1945 gehörten nur noch Schobendorf, Schobensee, Seedanzig, Wiesendorf und Reußwalde zum Amtsbezirk Korpellen.

## Kirche
Bis 1945 war Korpellen in die evangelische Kirche Ortelsburg in der Kirchenprovinz Ostpreußen der Kirche der Altpreußischen Union sowie in die römisch-katholische Kirche der Kreisstadt im damaligen Bistum Ermland eingepfarrt.  Heute besteht die gleiche kirchliche Ausrichtung: zur evangelischen Kirche Szczytno, jetzt in der Diözese Masuren der Evangelisch-Augsburgischen Kirche in Polen sowie zur katholischen Pfarrei Szczytno, jetzt im Erzbistum Ermland gelegen.

## Verkehr
Korpele liegt an zwei polnischen Landesstraßen, die in der Ortsdurchfahrt zum Teil auf einer Trasse verlaufen: die Landesstraße 53 (einstige deutsche Reichsstraße 134), die von Olsztyn (Allenstein) bis nach Ostrołęka in der Woiwodschaft Masowien verläuft, und die Landesstraße 58, die Olsztynek (Hohenstein) mit Szczuczyn, ebenfalls in der Woiwodschaft Masowien gelegen, verbindet.
Die nächste Bahnstation ist der Bahnhof der Stadt Szczytno an der Bahnstrecke Olsztyn–Ełk (deutsch Bahnstrecke Allenstein–Lyck).